# Edmond Hansen
Edmond Hansen, född på 1800-talet, död 1920, var en tysk-rysk skådespelare och regissör. 
Hansen studerade drama i Breslau. Han kom till Sverige från en tyskspråkig scen i Riga och lämnade Sverige 1916 efter att ha varit verksam som både skådespelare och filmregissör. 

## Regi i urval
- 1916 – Ålderdom och dårskap
- 1916 – Svartsjukans följder
- 1916 – På detta numera vanliga sätt
- 1916 – Kärlekens irrfärder
- 1915 – Kampen om en Rembrandt
- 1915 – Högsta vinsten
- 1915 – Hämnden är ljuv
- 1915 – Hjälte mot sin vilja

## Filmmanusi urval
- 1916 – På detta numera vanliga sätt
- 1915 – Högsta vinsten
- 1915 – Hämnden är ljuv

## Filmografi roller i urval
- 1916 – Svartsjukans följder
- 1916 – På detta numera vanliga sätt
- 1915 – Hämnden är ljuv
- 1915 – Hämnaren
- 1915 – Hans bröllopsnatt